# Rama Judicial de Colombia
Se denomina formalmente Rama Judicial de la República de Colombia al conjunto de instituciones u órganos de cierre de las tres principales jurisdicciones y el Consejo Superior de la Judicatura, denominados formal y popularmente como Altas Cortes. La crisis judicial de Colombia es en la actualidad el mayor problema del poder judicial colombiano, debido a que hay un índice de impunidad del 92%. A lo que se le suma la baja calidad de las condenas, se estima que hay 1,6 millones de casos que no avanzan en los despachos judiciales del país en 2017, además de la corrupción que hay en el sistema, lo que ha generado una imagen desfavorable del 80% al poder judicial.

## Altas Cortes
Los órganos de cierre de las tres principales jurisdicciones del sistema judicial (la ordinaria, la constitucional y la contencioso-administrativa) son denominadas «Altas Cortes». Por mandato de la Constitución, ejercen sus funciones en armonía y de acuerdo con unos lineamientos taxativos que define la Carta. Las Altas Cortes se encuentran domiciliadas en el Palacio de Justicia de Colombia, en la Plaza de Bolívar de Bogotá.

### Corte Constitucional
La Corte Constitucional ejerce la guarda de la integridad y supremacía de la Constitución en los estrictos y precisos términos de los artículos 241 al 244 de la Constitución Política. El Consejo de Estado conoce de las acciones de nulidad por inconstitucionalidad de los decretos dictados por el Gobierno Nacional, cuya competencia no corresponda a la Corte Constitucional. La Corte Constitucional está integrada por 9 Magistrados, elegidos por el Senado de la República para períodos individuales de ocho años, de ternas que presentan: 3 el presidente de la República, 3 la Corte Suprema de Justicia y 3 el Consejo de Estado.
- Decidir sobre las demandas de inconstitucionalidad que promuevan los ciudadanos contra los actos reformatorios de la Constitución, cualquiera que sea su origen, sólo por vicios de procedimiento en su formación.
- Decidir, con anterioridad al pronunciamiento popular, sobre la constitucionalidad de la convocatoria a un referendo o a una Asamblea Constituyente para reformar la Constitución, solo por vicios de procedimiento en su formación.
- Decidir sobre la constitucionalidad de los referendos sobre leyes y de las consultas populares y plebiscitos del orden nacional. Estos últimos solo por vicios de procedimiento en su convocatoria y realización.
- Decidir sobre las demandas de inconstitucionalidad que presenten los ciudadanos contra las leyes, tanto por su contenido material como por vicios de procedimiento en su formación.
- Decidir sobre las demandas de inconstitucionalidad que presenten los ciudadanos contra los decretos con fuerza de ley dictados por el Gobierno, por su contenido material o por vicios de procedimiento en su formación.
- Decidir definitivamente sobre la constitucionalidad de los decretos legislativos que dicte el Gobierno.
- Decidir definitivamente sobre la constitucionalidad de los proyectos de ley que hayan sido objetados por el Gobierno como inconstitucionales, y de los proyectos de leyes estatutarias, tanto por su contenido material como por vicios de procedimiento en su formación.
- Revisar, en la forma que determine la ley, las decisiones judiciales relacionadas con la acción de tutela de los derechos constitucionales.
- Decidir definitivamente sobre la asequibilidad de los tratados internacionales y de las leyes que los aprueben. Con tal fin, el Gobierno los remitirá a la Corte, dentro de los seis días siguientes a la sanción de la ley.
- Dirimir los conflictos de competencia que ocurran entre las distintas jurisdicciones.

### Consejo de Estado
El Consejo de Estado de Colombia es el máximo Tribunal de la Jurisdicción de lo Contencioso Administrativo y estará integrado por 31 magistrados, elegidos por la misma Corporación para los períodos individuales que determina la Constitución Política. El Consejo de Estado ejerce sus funciones por medio de 3 Salas, integradas así: la Plena, por todos sus miembros; la de lo Contencioso Administrativo, por 27 consejeros y la de Consulta y Servicio Civil, por los 4 consejeros restantes.
Son atribuciones del Consejo de Estado:
- Desempeñar las funciones de tribunal supremo de lo contencioso administrativo, conforme a las reglas que señale la ley.
- Conocer de las acciones de nulidad por inconstitucionalidad de los decretos dictados por el Gobierno Nacional, cuya competencia no corresponda a la Corte Constitucional.
- Actuar como cuerpo supremo consultivo del Gobierno en asuntos de administración, debiendo ser necesariamente oído en todos aquellos casos que la Constitución y las leyes determinen. En los casos de tránsito de tropas extranjeras por el territorio nacional, de estación o tránsito de buques o aeronaves extranjeros de guerra, en aguas o en territorio o en espacio aéreo de la nación, el gobierno debe oír previamente al Consejo de Estado.
- Preparar y presentar proyectos de actos reformatorios de la Constitución y proyectos de ley.
- Conocer de los casos sobre pérdida de la investidura de los congresistas, de conformidad con esta Constitución y la ley.
- Darse su propio reglamento y ejercer las demás funciones que determine la ley.
- Conocer de la acción de nulidad electoral con sujeción a las reglas de competencia establecidas en la ley.

Como característica importante para resaltar que es el órgano de cierre de la jurisdicción Contencioso Administrativa, este alto tribunal dirige los conflictos entre los particulares y la administración, entre la administración y la misma administración y la administración y los particulares. Este tribunal está organizado estructuralmente por una Sala plena, una sala de consulta de servicio civil y una sala contencioso administrativa, que a su vez se compone de 5 subsecciones.

### Corte Suprema de Justicia
La Corte Suprema de Justicia es el máximo Tribunal de la Jurisdicción Ordinaria y se compone del número impar de Magistrados que determine la ley. Esta dividirá la Corte en Salas y Salas Especiales, señalará a cada una de ellas los asuntos que deba conocer separadamente y determinará aquellos en que deba intervenir la Corte en pleno.
Son atribuciones de la Corte Suprema de Justicia:
- Actuar como tribunal de casación.
- Conocer del derecho de impugnación y del recurso de apelación en materia penal, conforme lo determine la ley.
- Juzgar al Presidente de la República, o a quien haga sus veces y a los altos funcionarios de que trata el artículo 174, previo el procedimiento establecido en la Constitución Política, por cualquier conducta punible que se les impute. Para estos juicios la Sala Penal de la Corte Suprema de Justicia estará conformada además por Salas Especiales que garanticen el derecho de impugnación y la doble instancia.
- Investigar y juzgar a los miembros del Congreso.
- Juzgar, a través de la Sala Especial de Primera Instancia, de la Sala Penal de la Corte Suprema de Justicia, previa acusación del fiscal general de la Nación, del vicefiscal general de la Nación, o de sus delegados de la Unidad de Fiscalías ante la Corte Suprema de Justicia, al vicepresidente de la República, a los ministros del Despacho, al procurador general, al defensor del Pueblo, a los agentes del Ministerio Público ante la Corte, ante el Consejo de Estado y ante los Tribunales, directores de los Departamentos Administrativos, alcontralor general de la República, a los Embajadores y Jefe de Misión Diplomática o Consular, a los Gobernadores, a los Magistrados de Tribunales y a los Generales y Almirantes de la Fuerza Pública, por los hechos punibles que se les imputen.

- Conocer de todos los negocios contenciosos de los agentes diplomáticos acreditados ante el Gobierno de la nación, en los casos previstos por el derecho internacional.

### Comisión Nacional de Disciplina Judicial
Es la institución que ejerce la función Jurisdiccional Disciplinaria sobre los funcionarios y empleados de la Rama Judicial. Está integrada por siete (7) magistrados. 
Podrá haber Comisiones Seccionales de Disciplina Judicial. 

### Consejo Superior de la Judicatura
El Consejo Superior de la Judicatura es el órgano de gobierno y administración de la Rama Judicial de Colombia. Se encarga del gobierno y la administración de la Rama Judicial, en temas como: planeación, programación y ejecución del presupuesto, administración del talento humano a través de la carrera judicial, la elaboración de listas de candidatos a los cargos de magistrado de las demás Altas Cortes. 

## Jurisdicciones

### Ordinaria
Resuelve los conflictos persona-persona.
- Corte Suprema de Justicia
- Tribunales Superiores de Distrito Judicial
- Juzgados de Circuito
- Juzgados Municipales que pueden ser, según su categoría Promiscuos Municipales, Civiles Municipales, de Pequeñas Causas y Competencias Múltiples.

### Contenciosa Administrativa
Resuelve los conflictos persona-estado.
- Consejo de Estado
- Tribunales Contencioso-Administrativos
- Juzgados Administrativos

### Constitucional
Encargada de velar por la protección de la Constitución Política.
- Corte Constitucional
- Todos los jueces de la República en materia de acción de tutela.

### Agraria y Rural
Resuelve de manera exclusiva y especializada los conflictos agrarios y rurales en el país.
- Sala Civil Agraria y Rural, ubicada en la ciudad de Tunja.
- Tribunales Agrarios y Rurales (Distrito Judicial Agrario y Rural)
- Juzgados del Circuito Agrarios y Rurales

## Tribunales Superiores y Tribunales Administrativos
Los Tribunales Administrativos son creados por la Sala Administrativa del Consejo Superior de la Judicatura para el cumplimiento de las funciones que determine la ley procesal en cada distrito judicial administrativo. Tienen el número de Magistrados que determine la Sala Administrativa del Consejo Superior de la Judicatura que, en todo caso, no será menor de tres. Los Tribunales Administrativos ejercen sus funciones por conducto de la Sala Plena, integrada por la totalidad de los Magistrados; por la Sala de Gobierno, por las Salas especializadas y por las demás salas de decisión plurales e impares, de acuerdo con la ley.
Hay Consejos Seccionales de la Judicatura en las ciudades cabeceras de Distrito Judicial que a juicio de la Sala Administrativa del Consejo Superior resulte necesario. Este podrá agrupar varios distritos judiciales bajo la competencia de un Consejo Seccional. La Sala Administrativa del Consejo Superior fijará el número de sus miembros. Los Consejos Seccionales se dividen también en Sala Administrativa y Sala Jurisdiccional Disciplinaria.

## Juzgados
La célula básica de la organización judicial es el juzgado, cualquiera que sea su categoría y especialidad y se integrará por el juez titular, el secretario, los asistentes que la especialidad demande y por el personal auxiliar calificado que determine el Consejo Superior de la Judicatura.

## Carrera Judicial
La carrera judicial se basa en el carácter profesional de funcionarios y empleados, en la eficacia de su gestión, en la garantía de igualdad en las posibilidades de acceso a la función para todos los ciudadanos aptos al efecto y en la consideración del mérito como fundamento principal para el ingreso, la permanencia y la promoción en el servicio. La administración de la carrera judicial se orientará a atraer y retener los servidores más idóneos, a procurarles una justa remuneración, programas adecuados de bienestar y salud ocupacional, capacitación continua que incluya la preparación de funcionarios y empleados en técnicas de gestión y control necesarias para asegurar la calidad del servicio, exigiéndoles, al mismo tiempo, en forma permanente conducta intachable y un nivel satisfactorio de rendimiento.
Son de Carrera los cargos de Magistrados de los Tribunales y de las Salas de los Consejos Seccionales de la Judicatura, jueces y empleados que por disposición expresa de la ley no sean de libre nombramiento y remoción.
La Fiscalía General de la Nación tendrá su propio régimen autónomo de carrera sujeto a los principios del concurso de méritos y calificación de servicios, orientado a garantizar la igualdad de oportunidades para el ingreso, permanencia y ascenso en el servicio de los funcionarios y empleados que la conforman.
Para el ejercicio de cargos de carrera en la Rama Judicial se requiere, además de los requisitos exigidos en disposiciones generales, haber superado satisfactoriamente el proceso de selección y aprobado las evaluaciones previstas por la ley y realizadas de conformidad con los reglamentos que para tal efecto expida la Sala Administrativa del Consejo Superior de la Judicatura.
El concurso de méritos es el proceso mediante el cual, a través de la evaluación de conocimientos, destrezas, aptitud, experiencia, idoneidad moral y condiciones de personalidad de los aspirantes a ocupar cargos en la carrera judicial, se determina su inclusión en el Registro de Elegibles y se fijará su ubicación en el mismo.

## Fiscalía General de la Nación
La Fiscalía General de la Nación estará integrada por el fiscal general, los fiscales delegados y los demás funcionarios que determine la ley. El fiscal general de la Nación será elegido para un período de cuatro años por la Corte Suprema de Justicia, de terna enviada por el presidente de la República y no podrá ser reelegido.
La Fiscalía General de la Nación está obligada a adelantar el ejercicio de la acción penal y realizar la investigación de los hechos que revistan las características de un delito que lleguen a su conocimiento por medio de denuncia, petición especial, querella o de oficio, siempre y cuando medien suficientes motivos y circunstancias fácticas que indiquen la posible existencia del mismo. No podrá, en consecuencia, suspender, interrumpir, ni renunciar a la persecución penal, salvo en los casos que establezca la ley para la aplicación del principio de oportunidad regulado dentro del marco de la política criminal del Estado, el cual estará sometido al control de legalidad por parte del juez que ejerza las funciones de control de garantías. Se exceptúan los delitos cometidos por Miembros de la Fuerza Pública en servicio activo y en relación con el mismo servicio.
- Investiga y acusa.
- El fiscal es elegido por la Corte Suprema de Justicia de entre una terna de candidatos enviada por el presidente.
- Tiene fiscales delegados en cada departamento, en municipios principales y ante la Corte Suprema.
- Lleva a cabo los procesos penales, en los que primero se realiza la indagación preliminar, luego la investigación o instrucción y, finalmente, califica el mérito del sumario juicio; es decir, acusa o exime.

## Justicia Especial
De acuerdo con la sentencia C-713 de 2008 indica que la Jurisdicción Penal Militar, la Jurisdicción indígena y Jurisdicción Especial para la Paz, ejercen jurisdicción pero no hacen parte de la Rama Judicial.

### Justicia Penal Militar
Es aquella justicia especializada que, conforme al mandato dispuesto en el artículo 221 de la Constitución Política, se encarga de la investigación y juzgamiento de las conductas punibles cometidas por los miembros de la Fuerza Pública en servicio activo y en relación con el mismo servicio.

### Jurisdicción Indígena
Referente a la autoridad de los pueblos indígenas, ya que ellos pueden ejecutar funciones jurisdiccionales dentro de sus territorios de acuerdo a sus propias normas. Sin embargo, estas no pueden ser contrarias a la Constitución ni a las leyes.
- Jueces Indígenas

### Jurisdicción Especial para la Paz
La JEP tiene la función de investigar, escuchar y juzgar para administrar justicia transicional y recibir toda la información sobre los delitos cometidos en el marco del conflicto armado, antes del 1 de diciembre de 2016.
- Tribunal para la Paz.
- Sala de Reconocimiento de Verdad, Responsabilidad y de Determinación de los Hechos y Conductas.
- Sala de Amnistía e Indulto.
- Sala de Definición de Situaciones Jurídicas.
- Sala de Unidad de Investigación y Acusación
- Secretaría Ejecutiva.